# The Eruption of Mount St. Helens!
The Eruption of Mount St. Helens! ist ein US-amerikanischer Dokumentarfilm im IMAX-Format von George V. Casey aus dem Jahr 1980, der für einen Oscar nominiert war. 

## Inhalt
Der Ausbruch des Vulkans Mount St. Helens am 18. Mai 1980 wird mit Filmaufnahmen von Augenzeugen dokumentiert. Zudem werden Landschaft und Umfeld am Mount St. Helens vor dem katastrophalen Ausbruch gezeigt, ebenso die Verwüstungen danach.

## Veröffentlichung, Hintergrund
Der Film kam noch im Jahr 1980 sowohl im IMAX-Format, wie als 35-mm-Film in die Kinos und konnte so das aktuelle Interesse mit dem noch neuen, gewaltigen Bildformat kombinieren. Erzähler des Films ist Robert Foxworth.
Fotoaufnahmen stammten u. a. von dem Amateurfotografen Gary Rosenquist. Neben Foto- und Filmaufnahmen wurden auch Animationen und Trickeffekte eingesetzt. Diese wurden von Sean MacLeod Phillips und William Powlowski gefertigt.

## Auszeichnung
1981 wurde der Film in der Kategorie „Bester Dokumentar-Kurzfilm“ für den Oscar nominiert.